# Burguillos
Burguillos – gmina w Hiszpanii, w prowincji Sewilla, w Andaluzji, o powierzchni 43,14 km². W 2011 roku gmina liczyła 6459 mieszkańców. Burguillos leży na wysokości 80 metrów i znajduje się 23 km od stolicy prowincji, Sewilli.